# فريتس شليغل
فريتس شليغل (بالدنماركية: Frits Schlegel)‏ هو مهندس معماري دنماركي، ولد في 4 مايو 1896، وتوفي في 5 مارس 1965.

## وصلات خارجية
- فريتس شليغل على موقع أوليمبيديا (الإنجليزية)